# Aravind Adiga
Aravind Adiga (* 23. října 1974 Čennaí) je indicko-australský spisovatel a novinář píšící anglicky. Hned za svou první knihu, román Bílý tygr (The White Tiger), z roku 2008 získal Man Bookerovu cenu.
Narodil se v Indii, v mládí i s rodinou odešel do Austrálie. Vystudoval poté anglickou literaturu na Kolumbijské univerzitě v New Yorku a na Oxfordu. Poté, od roku 2000, pracoval jako novinář, mj. i jako zahraniční zpravodaj časopisu Time v jeho rodné Indii. Přispíval i do jiných amerických a britských periodik jako The New Yorker, Granta, Sunday Times či Financial Times. Po nečekaném úspěchu svého románového debutu z roku 2008 a zisku prestižní Man Bookerovi ceny, jíž získal jako čtvrtý debutant a pátý Ind v historii, se plně vrhl na literaturu a vydal další tři knihy: Between the Assassinations (2008), Last Man in Tower (2011) a Selection Day (2016). Žije v Bombaji.